# Joseph E. Brown
Pour les articles homonymes, voir Brown.
Joseph Emerson Brown (15 avril 1821 – 30 novembre 1894) est un homme politique américain qui fut gouverneur de Géorgie de 1857 à 1865. Il est le seul gouverneur de Géorgie à avoir servi durant quatre mandats consécutifs. Son fils Joseph Mackey Brown (en) fut également gouverneur de Géorgie de 1909 à 1911 puis de 1912 à 1913.

## Biographie
Joseph Emerson Brown est né le 15 avril 1821 en Caroline du Sud. Il étudie le droit à la Calhoun Academy (en) et est admis au barreau en 1845.
Il entre en politique en 1849 en étant élu au Sénat de Géorgie puis devient gouverneur de Géorgie en 1857, poste qu'il occupe jusqu'en 1863. Il est le seul gouverneur de Géorgie à avoir servi durant quatre mandats consécutifs.
En 1868, Brown brigue le mandat de sénateur au niveau fédéral mais échoue à remporter l'élection. Il est finalement élu en 1880 et sert à ce poste jusqu'en 1891.
Il meurt le 30 novembre 1894 et est inhumé au cimetière d'Oakland à Atlanta.